# Церинг Чоден (политик)
Церинг Чоден (англ. Tshering Choden; род. 1973) — бутанский политик, член Национальной ассамблеи Бутана с 2018 года.

## Биография
Имеет степень магистра в области лидерства и менеджмента в сфере обслуживания. Работала учителем и директором.

## Политическая деятельность
Церинг Чоден баллотировалась в Национальную ассамблею Бутана от  Народно-демократической партии Бутана на выборах 2013 года в Национальную ассамблею Бутана, не набрав нужное количество голосов проиграла выборы.
Была кандидатом в Национальную ассамблею Бутана от Партии мира и процветания избирательного округа Хар—Юрунг на  выборах 2018 года, набрала наибольшее количество голосов 4738 голоса, обогнав другого кандидата Угьена Чеванга, выдвинутого от Объединённой партии Бутана.